# Élections législatives de 2020 au Dakota du Sud
Les élections législatives de 2020 au Dakota du Sud ont lieu le 3 novembre 2020 afin d'élire les 70 membres de la Chambre des représentants de l'État américain du Dakota du Sud.

## Système électoral
La Chambre des représentants du Dakota du Sud est la chambre basse de son parlement bicaméral. Elle est composée de 70 sièges pourvus pour deux ans au scrutin binominal majoritaire à un tour dans 35 circonscriptions de deux sièges chacune. Les électeurs de chaque circonscription disposent de deux voix qu'ils répartissent aux candidats de leur choix, à raison d'une voix par candidat. Après décompte des suffrages, les deux candidats ayant reçu le plus de voix sont élus.

## Résultats
| Partis                   | Partis                | Voix | %   | +/- | Sièges | +/-           |
| ------------------------ | --------------------- | ---- | --- | --- | ------ | ------------- |
|                          | Parti républicain (R) |      |     |     |        |               |
|                          | Parti démocrate (D)   |      |     |     |        |               |
|                          | Autres partis         |      |     |     |        |               |
|                          | Indépendants          |      |     |     |        |               |
|                          |                       |      |     |     |        |               |
| Votes valides            |                       |      |     |     |        |               |
| Votes blancs et nuls     |                       |      |     |     |        |               |
| Total                    | Total                 |      | 100 | -   | 70     | en stagnation |
| Abstentions              |                       |      |     |     |        |               |
| Inscrits / participation |                       |      |     |     |        |               |